# Periclimenes milleri
Periclimenes milleri är en kräftdjursart som beskrevs av Bruce 1986. Periclimenes milleri ingår i släktet Periclimenes och familjen Palaemonidae. Inga underarter finns listade i Catalogue of Life.